# Hotel Palatin (Tel Awiw)
Hotel Palatin (hebr. מלון פלטין) – zabytkowy dom w osiedlu Lew ha-Ir w zachodniej części miasta Tel Awiw, w Izraelu. Pierwotnie budynek służył jako hotel, obecnie jest to biurowiec.

## Historia

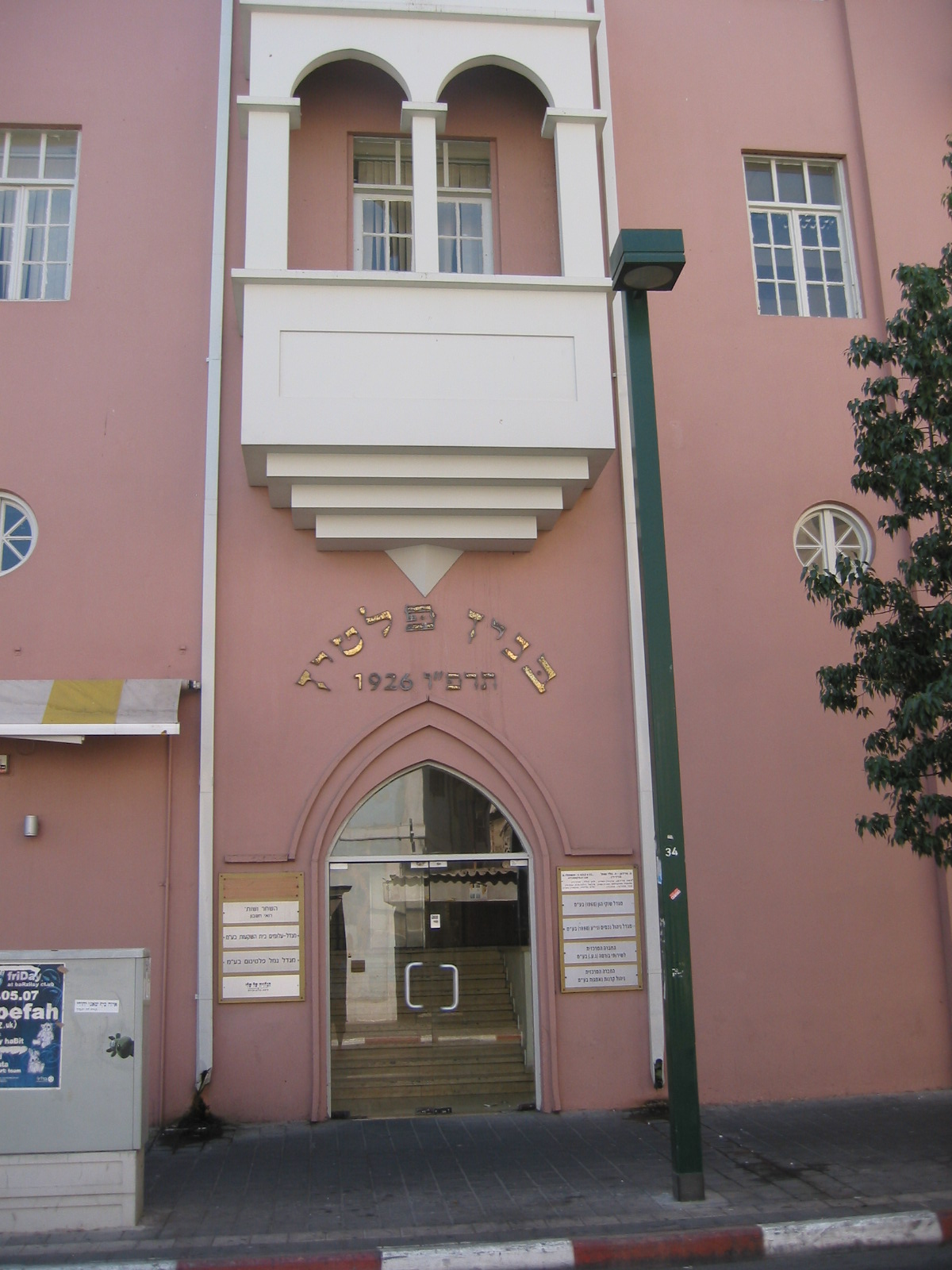
Wejście do budynku

W latach 20. XX wieku władze miejskie młodego Tel Awiwu, poprosiły znanego architekta Aleksandra Baerwalda o opracowanie projektu luksusowego hotelu. Miał on powstać w samym centrum miasta, tworząc jego innowacyjną architekturę. Baerwald spróbował stworzyć architekturę nowego sylu Izraela, który byłby unikalną syntezą europejskiego dziedzictwa przenikniętego wpływami Orientu.
Budowę hotelu ukończono w 1926. W owym czasie był to najbardziej luksusowy hotel w mieście. Posiadał on 60 pokoi o bardzo wysokim standardzie. Hotel odgrywał także ważną rolę w życiu kulturalnym miasta. Odbywały się tutaj liczne koncerty, między innymi Izraelskiej Orkiestry Filharmonicznej. Restauracja hotelowa organizowała bale, które dały początek nocnemu życiu Tel Awiwu. W balach tych brało udział wielu brytyjskich oficerów i członków władz Mandatu Palestyny.
Z powodu upadku turystyki, w latach 40. XX wieku budynek został wydzierżawiony Kościołowi Szkocji, który stworzył w nim klub brytyjskich oficerów oraz klub rekreacyjny dla emerytów. Na parterze powstała kaplica modlitewna, a na wyższych piętrach pokoje mieszkalne.
Gdy w 1948 Brytyjczycy opuścili kraj, budynek zaczął podupadać. Dopiero na początku lat 90. XX wieku przystąpiono do kompleksowych prac renowacyjnych, które przeprowadziła firma architektoniczna Kislov-Ok. Dobudowano wówczas najwyższe, piąte piętro budynku. Obecnie budynek służy jako biurowiec, w którym mieszczą się firmy działające na rynku kapitałowym. Jest to związane z bliskim sąsiedztwem Giełdy Papierów Wartościowych w Tel Awiwie.

## Architektura
W architekturze budynku przemieszane są elementy ze stylów nazywanych eklektyzmem i modernizmem.
Budynek wchodzi w skład zespołu miejskiego Białego Miasta Tel Awiwu, który został w 2003 umieszczony na liście światowego dziedzictwa UNESCO, jako największe na świecie skupisko budynków modernistycznych.